# Фемінізм у США

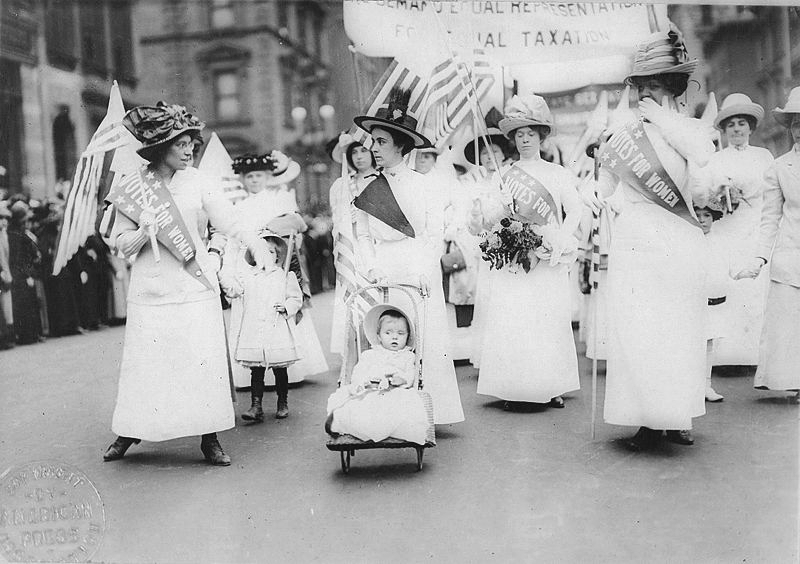
Парад суфражисток у Нью-Йорку. 6 травня 1912 року.

Фемінізм у США — сукупність рухів та ідеологій, спрямованих на визначення, встановлення та захист рівних політичних, економічних, культурних та соціальних прав жінок у США. Фемінізм у Сполучених Штатах часто поділяється хронологічно на фемінізм першої, другої, третьої та четвертої хвилі. Фемінізм справив величезний вплив на американську політику.
У 2017 році за даними Всесвітнього економічного форуму за індексом гендерного розриву, США посідали 49 місце за рівнем гендерної рівності.

## Фемінізм першої хвилі
Перша хвиля фемінізму в США почалася з Конференції в Сенека-Фоллс, першої конвенції з прав жінок, яка відбулася в Весліанській каплиці в Сенека-Фоллз, штат Нью-Йорк, 19 і 20 липня 1848 року. Конференція була натхненна тим, що у 1840 році, коли Елізабет Кеді Стентон зустріла Лукрецію Мотт на Всесвітній конвенції проти рабства в Лондоні, конференція відмовилася розмістити Мотт та інших делегаток з Америки через їх стать. Стентон, наречена агента з боротьби з рабством, і Мотт, квакерська проповідниця і ветеранка реформ, говорили тоді про скликання конвенції для вирішення проблеми становища жінок. Приблизно триста людей відвідали з’їзд, у тому числі відомі Лукреція Мотт і Фредерік Дуглас. На завершення 68 жінок і 32 чоловіки підписали Декларацію переконань, написану Елізабет Кеді Стентон і родиною МакКлінток.
Стиль і формат Декларації переконань наслідували Декларацію незалежності: «Ми вважаємо самоочевидними істини, що всі чоловіки і жінки створені рівними і наділені їх творцем певними невід’ємними правами». Далі в Декларації йдеться: «Історія людства — це історія неодноразових травм і узурпацій з боку чоловіка щодо жінки». В Декларації були зазначені скарги жінок щодо законів, які забороняють одруженим жінкам володіти заробітною платою, грошима та майном (все це вони повинні були передати своїм чоловікам; закони, які вимагають цього, фактично в усій Америці, називалися прикриттям), відсутність у жінок доступу до освіти та професійної кар’єри, а також низький статус, який надається жінкам у більшості церков. Крім того, Декларація проголошувала, що жінки повинні мати право голосу.
Деякі з учасниць організували Рочестерську конвенцію про права жінок через два тижні, 2 серпня, у Рочестері, штат Нью-Йорк. Її наслідували інші державні та місцеві конгреси в Огайо, Пенсильванії та Нью-Йорку. Першу Національну конвенцію прав жінок було проведено у Вустері, штат Массачусетс, у 1850 році. З 1850 року до початку Громадянської війни з’їзди про права жінок проводилися регулярно.
Американський суфражизм розпочався з Конференції в Сенека-Фоллс 1848 року; багато активісток стали політично свідомими аболіціоністками. Рух реорганізувався після Громадянської війни, отримавши досвідчених активісток(-ів), багато з яких працювали на заборону в Жіночному Християнському Союзі тверезості. До кінця 19 століття лише кілька західних штатів надали жінкам повне право голосу, хоча жінки здобули значні юридичні перемоги, здобувши права в таких сферах, як власність та опіка над дітьми.
У 1866 році Елізабет Кеді Стентон і Сьюзен Б. Ентоні створили Американську асоціацію рівних прав для білих і чорних жінок і чоловіків, присвячену меті виборчого права для всіх. У 1868 році була прийнята Чотирнадцята поправка до Конституції США, перша з поправок, що коли-небудь визначала голосуюче населення як «чоловіки». У 1869 році фемінізм розділився на дві фракції в результаті розбіжностей з приводу Чотирнадцятої та незабаром ухваленої П’ятнадцятої поправок, причому фракції об’єдналися до 1890 року. Елізабет Кеді Стентон і Сьюзен Б. Ентоні сформували радикальнішу, розташовану в Нью-Йорку Національну асоціацію виборчого права жінок (NWSA). Люсі Стоун, Генрі Блеквелл і Джулія Ворд Гоу організували консервативнішу Американську асоціацію виборчого права (AWSA), центром якої був Бостон. У 1870 році П'ятнадцята поправка надала виборче право чорним чоловікам. NWSA відмовився працювати над його ратифікацією, натомість стверджуючи, що його «відмінять» на користь Шістнадцятої поправки, яка передбачає загальне виборче право. Фредерік Дуглас порвав зі Стентон та Ентоні через позицію NWSA.
У 1869 році Вайомінг став першою територією або штатом Америки, який надав жінкам виборче право. Луїза Енн Суейн стала першою жінкою в США, яка проголосувала на загальних виборах, 6 вересня 1870 року в Ларамі, штат Вайомінг.
З 1870 по 1875 кілька жінок, у тому числі Вірджинія Луїза Мінор, Вікторія Вудгалл і Майра Бредвелл, намагалися використати Чотирнадцяту поправку в судах, щоб забезпечити голосування (Майнор і Вудгалл) або право займатися адвокатською діяльністю (Бредвелл), проте невдало. У 1872 році Сьюзен Ентоні заарештували і віддали до суду в Рочестері, штат Нью-Йорк, за спробу проголосувати за Улісса С. Гранта на президентських виборах; її визнали винною та оштрафували на 100 доларів США, які витратили на судове переслідування, але вона відмовилася платити. У той же час Сожурне Трус зі штату Мічиган, почала вимагати голосування. Також у 1872 році Вікторія Вудгалл стала першою жінкою, яка балотувалася на пост президента, хоча не змогла голосувати і отримала лише кілька голосів. Її висунула Партія рівних прав і, серед інших посад, виступала за 8-годинний робочий день, податок на прибуток, програми соціального забезпечення та розподіл прибутку.
У 1874 році Енні Віттенмаєр заснувала Жіночий християнський союз тверезості (WCTU) для боротьби з алкоголізмом. З 1876 Союз став важливою силою в боротьбі за виборче право жінок. У 1878 році поправка про виборче право для жінок була вперше внесена в Конгрес США, але прийнята не була. У 1920 році була ратифікована Дев’ятнадцята поправка, яка надала білим жінкам право голосу; вважається, що перша хвиля фемінізму завершилася цією перемогою.
Педагог, письменниця та медсестра Маргарет Гіґґінс Сенґер була однією з перших американських активісток контрацепції. Вона популяризувала термін «контроль народжуваності», відкрила першу клініку контрацепції в США у 1916 році та заснувала організації, які перетворилися на Федерацію планованого батьківства Америки.

## Фемінізм після Другої світової
Друга світова війна призвела до збільшення кількості жінок у робочій силі США та відкрила жінкам доступ до робіт у male-occupied сферах. З 1940 по 1945 рік кількість жінок у робочій силі зросла з 28% до 37%. Відсутність чоловіків удома призвела до того, що багато жінок почали працювати в промисловості: до 1943 року 1/3 робітників на заводі Boeing у Сіетлі складали жінки. За словами історикині Джейн Марселлус, жінки зазнали ніколи раніше не бачених змін у публічній похвалі, оскільки їх хвалили за компетентність та розум. Прикладом цього є лозунг «We Can Do It!» та зображення Клепальниці Розі, а також комікс «Диво-жінка» 1941 року. Такий приплив жінок до робочої сили та позитивне зображення їх у ЗМІ привели до того, що багато жінок побачили своє майбутнє не тільки домогосподарками.
Однак це вузьке визначення розширення прав і можливостей жінок було винятковим і нетривалим. Кольорові жінки були останніми, кого розглядали на високооплачувану роботу в промисловості. Афроамериканки застрягли, виконуючи хатню роботу за 3-7 доларів на тиждень, порівняно з білими жінками, які заробляли до 40 доларів на тиждень на фабриках. Крім того, така пропаганда, як Клепальниця Розі, представляла вузький погляд на працюючих жінок: білих, конвенційно красивих і мотивованих патріотизмом, а не економічною необхідністю. Для кольорових жінок і жінок з робітничого класу Друга світова не змінила економічного та соціального становища. Багато жінок, які приєдналися до робочої сили, повернулися в домашню сферу після війни.
Проте після Другої світової війни, 1946 року Конгрес американських жінок «Позиція американської жінки сьогодні», виступив за права чорних жінок і жінок з меншин. Після спільної служби на фабриках білий фемінізм почав доповнюватися інтерсекційністю. Зростаюча кількість літератури показує, що в цей час для жінок не було значної довгострокової заробітної плати. Однак збільшення доходів і суспільного статусу, яке здобули кольорові жінки протягом 1940-х, мало довготривалий вплив на феміністичну думку. До 1950 року різниця в заробітній платі між білими та афроамериканськими жінками скоротилася на 15%.
Опозиція щодо домашніх ролей почала з’являтися наприкінці 1940-х, коли дедалі більше жінок заохочували стати домогосподарками. Есе Едіт Стерн «Жінки — домашні рабині» 1949 року з’явилося як рання передмова до феміністичної думки другої хвилі. Стерн стверджувала, що «доки існує інститут домогосподарства в його нинішньому вигляді, як ідеологічно, так і практично він блокує будь-яке справжнє звільнення жінок». Есе Штерн було одним із перших аргументів, які торкнулися жіночого звільнення в контексті побутової сфери.
Однак у 1950-х суспільство все ж відкотилося до традиційних гендерних ролей і цінностей. Кількість жінок у робочій силі скоротилася з 37% до 32% до 1950 року через те, що жінки вимушені були залишити роботу заради чоловіків, які повернулися з війни. ЗМІ також наголошували на домашній ролі жінок, більше не заохочували жінок працювати, як це було лише десять років тому. До 1956 року 67% американських сімей мали телевізор у порівнянні з лише 6% у 1949 році. Такі персонажки, як Джун Клівер у фільмі «Залиште це Біверу», прославляли персонажок як покірливих домогосподарок для великої аудиторії американок.
Однак, за словами Анни Лебович, жіночі журнали, такі як Vogue, у 1950-х створили основу для фемінізму другої хвилі, виступаючи за самоактуалізацію та індивідуальність жінок. Опитування 1951 року серед жінок, які раніше працювали, показали роздратування дискримінацією на робочому місці. Зокрема, 75% жінок заявили, що хочуть залишитися у своїй галузі, і висловили невдоволення, що їм важко зробити таку кар’єру, як «продажі, наукова діяльність чи журналістика».
Тоді як 1950-ті повернули жінок до домашньої сфери, працюючі жінки під час Другої світової створили основу для другої хвилі фемінізму 1960-х. У 1950-х коледжські зустрічі, осередки жінок середнього класу, надихнули Бетті Фрідан на створення знакової книги «Загадка жіночності», що викривала причину депресій ув'язнених у побуті домогосподарок.

## Друга хвиля фемінізму
Друга хвиля фемінізму в США розвинулася на початку 1960-х. Протягом більшої частини 60-х і закінчуючи 1970-ми роками, фемінізм другої хвилі дотримувався девізу «особисте — це політичне». 1963 року Бетті Фрідан під впливом «Другої статі» Симони де Бовуар написала бестселер «Загадка жіночності», в якій чітко виступила проти загальноприйнятого зображення жінок у ЗМІ, заявляючи, що утримання жінок вдома обмежує їхні можливості, жінки втрачають талант і потенціал. Вона писала, що ідеальний образ нуклеарної сім’ї, активно рекламований у той час, не відображав щастя і був досить принизливим для жінок. Цій книзі приписують початок другої хвилі фемінізму в США.
Також у 1963 році журналістка-фрілансерка Глорія Стайнем здобула широку популярність серед феміністок публікації щоденника, який вона написала, працюючи під прикриттям офіціанткою Playboy Bunny в клубі Playboy, у двох частинах в травневому і червневому номерах Show. Стайнем розповідала, як погано клуб поводився зі своїми офіціантками, щоб залучити клієнтів-чоловіків, і використовував зайчиків Playboy як символ чоловічого шовінізму, зазначивши, що керівництво клубу наголошувало, що «є багато приємних способів, які вони можуть використовувати, щоб стимулювати кількість алкогольних напоїв у клубі». До 1968 року Стайнем стала, мабуть, найвпливовішою фігурою в русі, а підтримка легалізації абортів і безкоштовного денного догляду стали двома провідними цілями для феміністок.
Американський фемрух зріс завдяки юридичним перемогам, таким як Закон про рівність оплати праці 1963 року, Розділ VII Закону про громадянські права 1964 року (який забороняв дискримінацію за статтю під час найму) і справу Griswold v. Connecticut Рішення Верховного суду Коннектикуту від 1965 року (легалізував контроль народжуваності для подружніх пар). У 1966 році Бетті Фрідан приєдналася до заснування Національної жіночої організації (NOW), обрана першою президентом. Серед найбільш значущих юридичних перемог руху наприкінці 1960-х після утворення NOW в 1966 році став Указ 1967 року, який поширював повні права на дію на жінок, Eisenstadt v. Baird (1972), в якому Верховний суд постановив, що неодружені люди мають таке ж право на контроль народжуваності, як і одружені, і легалізацію розлучення без вини (хоча не у всіх штатах було легалізовано до 2010 року).
Більше перемог рух отримав у 1970-х. Програма планування сім’ї Title X, офіційно знана як публічне право 91-572 або «Дослідження населення та програми добровільного планування сім’ї», була прийнята за президента Річарда Ніксона в 1970 році як частина Закону про охорону здоров’я; це єдина федеральна програма грантів, призначена суто для надання людям комплексних послуг з планування сім'ї та пов'язаних профілактичних медичних послуг. Справа Верховного суду Reed v. Reed (1971) — Верховний суд вперше застосував положення про рівний захист 14-ї поправки, щоб скасувати закон, який дискримінував жінок. Також у 1972 році у справі Верховного суду Eisenstadt v. Baird було легалізовано контроль народжуваності для неодружених людей. У тому ж році Розділ IX Поправок про освіту 1972 року забороняв дискримінацію за статтю в державних школах і державних коледжах. У 1973 році Верховний суд у прецедентній справі Ро проти Вейда легалізував аборти. У 1974 році Закон про рівні кредитні можливості запровадив кримінальну відповідальність за статеву дискримінацію кредиторів щодо претенденток на кредит. Також у 1974 році Законом про справедливе житло було заборонено дискримінацію за статтю у житлових приміщеннях. Також у 1974 році був прийнятий Закон про справедливість жінок в освіті. Криміналізація подружнього зґвалтування в США почалася в середині 1970-х, а до 1993 року зґвалтування у шлюбі стало злочином у всіх 50 штатах, принаймні за одним розділом кодексів про сексуальні злочини. 1978 року був прийнятий Закон про дискримінацію вагітності; це федеральний закон США, який зробив зміни до Розділу VII Закону про громадянські права 1964 року, щоб «заборонити дискримінацію за статтю на підставі вагітності».
Головним розчаруванням феміністичного руху другої хвилі в США стало вето президента Ніксона 1972 року на законопроєкт про всеосяжний розвиток дитини 1972 року, який забезпечив би багатомільярдну національну систему денного догляду.
Феміністичний рух наприкінці 1970-х, очолюваний NOW, ненадовго спробував провести програму допомоги літнім розлученим і овдовілим жінкам. Багато вдів не мали права на виплати соціального страхування, мало хто з розлучених отримували аліменти, а після тривалої роботи домогосподаркою мало хто мали навички до кваліфікованої роботи. Програма, однак, наштовхнулася на різку критику з боку молодих активісток, які віддавали перевагу бідним жінкам з меншин, а не середньому класу. До 1980 року NOW применшувала значення програми, оскільки вона була зосереджена майже суто на Поправці про рівні права (ERA). Філіс Шлафлі, лідерка консерваторок, засудила феміністок, що вони нібито кидають нужденних літніх вдів із середнього класу та розлучених, і попередила, що ERA вирівняє закони на користь чоловіків, позбавляючи захисту, якого терміново потребують літні жінки.
Розчаруванням американських феміністок другої хвилі став і провал пропозиції ратифікувати федеральну поправку про рівні права. Де було сказано: «Рівність прав за законом не може бути заперечена або обмежена Сполученими Штатами або будь-яким штатом через стать». Термін ратифікації Поправки про рівні права закінчився в 1982 році.
Хоча США підписали Конвенцію про ліквідацію всіх форм дискримінації щодо жінок у 1980 році, вона так і не була ратифікована.
Багато історикинь вважають, що ера другої хвилі фемінізму в Америці закінчилася на початку 1980-х феміністичними секс-війнами і внаслідок них розколом руху через такі питання, як порнографія, проституція і сексуальність. Ці дискусії започаткували еру третьої хвилі фемінізму на початку 1990-х.

### Феміністичні секс-війни
У Сан-Франциско в 1973 році створена організація Call Off Your Tired Old Ethics (COYOTE), перша американська організація з прав проституйованих. Започаткована Марго Сент-Джеймс, самопроголошеною феміністкою і проституйованою жінкою, COYOTE працювала над наданням жінкам у проституції основних професійних прав та сексуального самовизначення. Того ж року Національна жіноча організація (NOW) розробила проєкт резолюції на підтримку COYOTE, закликаючи до декриміналізації проституції. Після цього COYOTE і NOW працювали разом, щоб боротися за прийняття Поправки про рівні права (ERA), в кінцевому підсумку не прийнятої.
У 1978 році в Сан-Франциско відбулася перша феміністична конференція з індустрії порнографії. Наступного року понад 5000 жінок вийшли на Таймс-сквер проти порнографії, агітуючи феміністичний рух проти порнографії. Антипорнографічні феміністки розглядали порнографію як сексуалізований спосіб, яким чоловіки підпорядковують і дегуманізують жінок. Вони звинувачували порнографію у зростанні зґвалтувань, проституції та сексуальних нападів у США. У 1983 році в міській раді Міннеаполіса було розроблено розпорядження про боротьбу з порнографією, написане та запропоноване феміністками Кетрін Маккіннон та Андреа Дворкін. Зрештою, постанова була програна групою людей, які вважали спосіб зображення антипорнографічними феміністками наслідків порнографії сексистським і незгодні з тим, що проституйовані жінки не можуть дати згоду на секс. Беклеш на антипорнографічний рух призвів до появи фракції жінок, які назвали себе «трахни мене феміністками». Вони намагались присвоїти сексуальну об’єктивацію та експлуатацію. Хоча навіть вони розглядали жінок у проституції як жертв утиску, які не можуть по-справжньому вибирати, що сталося з їхніми тілами.
До 1985 року підтримка проституції та жінок у проституції в США, особливо з боку феміністичного руху, різко скоротилася. Частково це сталося через різну інтерпретацію теми феміністками різних течій. Феміністки створили безпечні простори для жінок, особливо для лесбійок, для обговорень і самопізнання. Уміння відчувати себе комфортно зі своїм тілом і сексуальністю були важливою складовою самоусвідомлення, жінки часто танцювали разом, іноді знімаючи верхню частину одягу. Через стигму, пов’язану з проституцією, проституйованих жінок не сприймали в цих місцях, через дискомфорт учасниць. Ніколи не будучи офіційно забороненими, жінки з проституції почувались ізольованими в цих приміщеннях і, як правило, уникали їх.

## Фемінізм третьої хвилі
Фемінізм третьої хвилі в США стартував на початку 1990-х. У 1991 році Аніта Гілл звинуватила Кларенса Томаса, висунутого до Верховного суду США, у сексуальних домаганнях. Він заперечив звинувачення, і після тривалих дебатів Сенат США проголосував 52-48 за обрання Томаса. У 1992 році у відповідь на цю справу американська феміністка Ребекка Вокер опублікувала статтю в журналі Ms. «Стати третьою хвилею», в якій заявила: «Я не феміністка постфемінізму. Я — третя хвиля», ввівши термін. Також у 1992 році Third Wave Direct Action Corporation була заснована американськими феміністками Ребеккою Вокер і Шеннон Лісс (тепер Шеннон Лісс-Ріордан) як багаторасова, багатокультурна, багатопрофільна організація для підтримки молодих активісток. Початкова місія організації полягала в тому, щоб заповнити порожнечу в керівництві молодих жінок і мобілізувати молодих активісток для більшої соціальної та політичної участі у своїх громадах.
На початку 1990-х у Олімпії, Вашингтоні та Вашингтоні, округ Колумбія, розпочався музично-феміністський рух grrrl; він прагнув дати жінкам можливість контролювати свій голос і художнє самовираження. Однак акцент Riot grrrl на універсальній жіночій ідентичності та сепаратизмі часто тісніше пов’язаний із другою хвилею фемінізму, ніж з третьою. Феміністки третьої хвилі намагалися поставити під сумнів, повернути й переоцінити ідеї, слова та медіа, які передавали уявлення про стать, гендерні ролі, жіночність, красу та сексуальність, серед іншого. Третя хвиля принесла багато феміністичних ікон, таких як Мадонна, Квін Латіфа, Анджеліна Джолі, Емма Вотсон, Бейонсе та Леді Гага, а також персонажок, таких як Баффі та Мулан. Феміністки третьої хвилі також поачали використовували Інтернет та інші сучасні технології для посилення руху, що дозволило охопити більшу аудиторію, яка також поширилася на знаменитостей-чоловіків, таких як Азіз Ансарі та Леонардо Ді Капріо.
Протягом 1980-х і 1990-х років ця тенденція продовжувалася, коли музикознавиці, такі як Сьюзен МакКлері та Марсія Сітрон, почали розглядати культурні причини маргіналізації жінок. Такі поняття в музиці, як гендерний дискурс, професіоналізм, сприйняття жіночої музики, відносний достаток і освіченість жінок, дослідження популярної музики щодо жіночої ідентичності, патріархальні ідеї в музичному аналізі і поняття статі та відмінності розглядаються протягом цього часу.

## Фемінізм четвертої хвилі
Фемінізм четвертої хвилі стосувався відродження інтересу до фемінізму приблизно в 2012 році, пов'язаного з використанням соціальних мереж. За словами феміністської науковиці Пруденс Чемберлен, у фокусі четвертої хвилі є справедливість для жінок і протидія сексуальним домаганням і насильству проти жінок. Її суть, пише вона, полягає в «невірі в те, що певні установки все ще можуть існувати».
За словами Кіри Кокрейн, фемінізм четвертої хвилі «визначається технологіями» і характеризується, зокрема, використанням Facebook, Twitter, Instagram, YouTube, Tumblr та блогів, таких як Feministing, щоб боротися з мізогінією та гендерною нерівністю.
Проблеми, на яких зосереджені феміністки четвертої хвилі, включають переслідування на вулиці та на робочому місці, сексуальне насильство в університетах та культуру зґвалтування. Скандали, пов'язані з переслідуваннями, знущаннями та вбивствами жінок і дівчат, активізували рух. У США до них належать випадки сексуального насильства Білла Косбі, вбивства на острові Айла-Віста в 2014 році та звинувачення Гарві Вайнштейна в 2017 році, які започаткували рух MeToo.
Приклади феміністичних кампаній четвертої хвилі в США включають Mattress Performance, рух The Time'sUp Now та 10 Hours of Walking in NYC as a Woman.

## Проблеми
Критикині основного феміністичного дискурсу вказують на білий історичний наратив, який опускає та/або мінімізує роль кольорових жінок у феміністському русі та поза ним, а також на різні перешкоди, з якими стикаються жінки кольору. Іда Белл Веллс-Барнетт, ключова фігура раннього феміністичного руху, зіткнулася з протидією лідерок білих феміністок, таких як Ребекка Латімер Фелтон і Френсіс Віллард, які розглядали феміністичний рух як англосаксонську боротьбу і будували свою риторику на основі переваги білих.
До 1970-х і 1980-х афроамериканки розвинули суспільну свідомість, публічно висловлюючи невдоволення представленням чорношкірих жінок у феміністському дискурсі. У 1981 році феміністка та есеїстка Одрі Лорд заявила: «Яка жінка настільки захоплена власним утиском, що не може побачити відбиток свого каблука на обличчі іншої жінки? Умови утиску якої жінки стали для неї цінними та необхідними як квиток у лоно праведників, подалі від холодних вітрів самоконтролю?.. Ми вітаємо всіх жінок, які можуть зустрітися з нами, віч-на-віч, поза об'єктивацією і поза почуттям провини». У 1989 році темношкіра науковиця Кімберлі Креншоу ввела термін інтерсекційність у своєму есе «Демаргіналізація перетину раси та статі: афрофеміністська критика антидискримінаційної доктрини, феміністської теорії та антирасистської політики». Креншоу стверджувала, що дискримінація чорношкірих жінок є поєднанням расизму та сексизму, і тому її важко вписати в ту чи іншу категорію.

## Див.також
- Зниклі та вбиті жінки корінного населення
- Фемінізм в Україні
- Фемінізм у Німеччині
- Фемінізм у Великій Британії